# 新緑賞
新緑賞（しんりょくしょう）とは岐阜県地方競馬組合が笠松競馬場のダート1400mで施行する地方競馬の重賞（SPIII）競走である。正式名称は「中京スポーツ杯 新緑賞」、中京スポーツを発行する東京スポーツ中部支社が優勝杯を提供している。

## 概要
1974年に笠松競馬場のサラブレッド系4歳（現3歳）の東海所属馬限定の別定の重賞競走「中京スポーツ杯 新緑賞」として創設。創設当初の施行距離は1400mであり、1976年ではダート1580m、1977年からはダート1600mに変更された。1996年に東海地区重賞格付け制度施行によりSPII（スーパープレステージツー）に格付けされた。
2012年現在、名古屋競馬場で行なわれる駿蹄賞のトライアル競走ではないが、例年多くの3歳の東海所属の有力馬が本競走に参戦してくるため、駿蹄賞の前哨戦として重要な競走に位置付けられている。
2011年はスタリオンシリーズ競走に指定され、「ダンスインザダーク賞」として優勝馬の馬主に副賞として種牡馬の配合権利が贈られた。
2018年は「中京スポーツ創刊50周年記念杯　新緑賞」の名称で施行。
2024年より施行距離をダート1400mに変更されるとともに、SPIIIへ格下げとなった。
2025年現在、ぎふ清流カップのトライアルとなっている。

### 条件・賞金（2025年）
出走条件
サラブレッド系3歳、東海所属（本年4月18日までに東海所属馬として出走歴が必要）。
出走枠
原則笠松所属馬8頭以上、名古屋所属4頭以下。
負担重量
別定。57kg（牝馬2kg減）を基本に、3歳時の重賞競走1勝以上の馬は1kgの負担増となる。
賞金額
1着300万円、2着96万円、3着54万円、4着36万円、5着24万円、着外3万円。
副賞
中京スポーツ新聞社賞。
優先出走権付与
2着以上の馬にぎふ清流カップの優先出走権が付与される。

## 歴史
- 1974年 - 笠松競馬場のダート1400mのサラブレッド系4歳（現3歳）の東海所属馬限定の別定の重賞競走「中京スポーツ杯 新緑賞」として創設。
- 1976年 - 当年のみ、ダート1580mで施行。
- 1977年 - 施行距離を現在のダート1600mに変更。
- 1978年 - 施行時期を4月下旬～5月上旬から4月上旬に変更。
- 1979年 - 当年のみ、重賞競走として施行されたが、本競走の施行回数はカウントされなかった。
- 1983年 - 当年のみ、ダート1800mで施行。
- 1984年 - 施行距離が、ダート1600mに戻る。
- 1993年 - 当時、笠松所属の安藤勝己が騎手として史上初の連覇。
- 1996年
  - 東海地区重賞格付け制度施行によりSPIIに格付け。
  - 当時、笠松所属の安藤勝己が騎手として史上2度目の連覇。
- 2001年
  - 馬齢表示の国際基準への変更に伴い、出走条件が「サラブレッド系4歳の東海所属馬」から「サラブレッド系3歳の東海所属馬」に変更。
- 2002年 - 当時、笠松所属の川原正一が騎手として史上初の3連覇。
- 2011年 - スタリオンシリーズ競走に指定。
- 2014年 - 岡部誠が騎手として史上2人目の連覇。
- 2021年 - 不祥事の影響による開催自粛で施行なし。
- 2024年
  - SPIIIに格下げ。
  - 施行時期を5月上旬に、また施行距離をダート1400mにそれぞれ変更。

### 歴代優勝馬
| 回数     | 施行年月日    | 距離  | 優勝馬             | 性齢     | 所属     | タイム   | 優勝騎手 | 管理調教師 |
| -------- | ------------- | ----- | ------------------ | -------- | -------- | -------- | -------- | ---------- |
| 第1回    | 1974年5月2日  | 1400m | タイヨーセイコー   | 牡3      | 笠松     | 1:31.1   | 古賀土生 | 大橋憲     |
| 第2回    | 1975年5月1日  | 1400m | テツトヒカリ       | 牡3      | 笠松     | 1:30.0   | 柳江俊明 | 柳江俊一   |
| 第3回    | 1976年4月29日 | 1580m | パールバンダ       | 牡3      | 笠松     | 1:42.9   | 古賀土生 | 大橋憲     |
| 第4回    | 1977年4月29日 | 1600m | シプリアパール     | 牡3      | 笠松     | 1:43.4   | 安藤勝己 | 吉田秋好   |
| 第5回    | 1978年4月2日  | 1600m | イビガワランド     | 牡3      | 笠松     | 1:44.3   | 中山義宣 | 林清       |
| （重賞） | 1979年4月1日  | 1600m | ブルーホーテン     | 牡3      | 愛知     | 1:42.5   | 坂本敏美 | 大薮憲三   |
| 第6回    | 1980年4月5日  | 1600m | リユウネーシヨン   | 牡3      | 笠松     | 1:43.1   | 柴田高志 | 大橋憲     |
| 第7回    | 1981年4月4日  | 1600m | サンキヨウスーパー | 牡3      | 笠松     | 1:41.9   | 安藤勝己 | 吉田秋好   |
| 第8回    | 1982年4月4日  | 1600m | ゴールドレツト     | 牡3      | 愛知     | 1:42.2   | 原口次夫 | 磯村林三   |
| 第9回    | 1983年4月9日  | 1800m | ヤドリギ           | 牡3      | 笠松     | 1:56.6   | 安藤勝己 | 梶原軍造   |
| 第10回   | 1984年4月8日  | 1600m | リユウズイシヨウ   | 牡3      | 笠松     | 1:44.3   | 町野良隆 | 大橋憲     |
| 第11回   | 1985年4月3日  | 1600m | チエリーブリニス   | 牡3      | 笠松     | 1:43.6   | 濱口楠彦 | 古賀土生   |
| 第12回   | 1986年4月2日  | 1600m | ドントツプ         | 牡3      | 笠松     | 1:43.6   | 井上孝彦 | 梶原軍造   |
| 第13回   | 1987年4月1日  | 1600m | ジムグリーン       | 牡3      | 笠松     | 1:43.6   | 内沢信昭 | 中山義宣   |
| 第14回   | 1988年4月3日  | 1600m | ギフキング         | 牡3      | 笠松     | 1:43.8   | 原隆男   | 後藤義亮   |
| 第15回   | 1989年4月2日  | 1600m | コトブキハワイアン | 牡3      | 笠松     | 1:43.0   | 松原義夫 | 青木和夫   |
| 第16回   | 1990年4月1日  | 1600m | マツクスフリート   | 牡3      | 笠松     | 1:43.1   | 安藤勝己 | 荒川友司   |
| 第17回   | 1991年4月1日  | 1600m | ベッスルエース     | 牡3      | 笠松     | 1:43.7   | 小森勝政 | 飯干秀人   |
| 第18回   | 1992年4月5日  | 1600m | トミシノポルンガ   | 牡3      | 笠松     | 1:44.8   | 安藤勝己 | 加藤健     |
| 第19回   | 1993年4月4日  | 1600m | サブリナチェリー   | 牡3      | 笠松     | 1:41.9   | 安藤勝己 | 荒川友司   |
| 第20回   | 1994年4月3日  | 1600m | マルカショウグン   | 牡3      | 笠松     | 1:41.4   | 今井孝一 | 神部幸夫   |
| 第21回   | 1995年4月2日  | 1600m | コルテスチェリー   | 牡3      | 笠松     | 1:43.8   | 安藤勝己 | 荒川友司   |
| 第22回   | 1996年4月2日  | 1600m | フジノハイメリット | 牡3      | 笠松     | 1:42.8   | 安藤勝己 | 梶原軍造   |
| 第23回   | 1997年4月1日  | 1600m | キヌガサキングオー | 牡3      | 笠松     | 1:43.8   | 仙道光男 | 原定弘     |
| 第24回   | 1998年4月1日  | 1600m | フジノモンスター   | 牡3      | 笠松     | 1:40.6   | 川原正一 | 中山義宣   |
| 第25回   | 1999年4月4日  | 1600m | ジェイエムルマン   | 牡3      | 笠松     | 1:42.7   | 濱口楠彦 | 原定弘     |
| 第26回   | 2000年4月2日  | 1600m | ミツアキサイレンス | 牡3      | 笠松     | 1:43.2   | 川原正一 | 粟津豊彦   |
| 第27回   | 2001年4月1日  | 1600m | フジノコンドル     | 牡3      | 笠松     | 1:44.1   | 川原正一 | 後藤保     |
| 第28回   | 2002年4月1日  | 1600m | アイムクイーン     | 牝3      | 笠松     | 1:42.8   | 川原正一 | 伊藤勝好   |
| 第29回   | 2003年4月3日  | 1600m | ブラシャンボール   | 牡3      | 笠松     | 1:43.0   | 濱口楠彦 | 柳江仁     |
| 第30回   | 2004年4月5日  | 1600m | ノーススポット     | 牝3      | 笠松     | 1:42.8   | 安藤光彰 | 中山義宣   |
| 第31回   | 2005年4月3日  | 1600m | ミラージェネス     | 牝3      | 笠松     | 1:43.7   | 土田龍也 | 柳江仁     |
| 第32回   | 2006年4月5日  | 1600m | タカノハルビー     | 牝3      | 笠松     | 1:44.5   | 岡部誠   | 加藤幸保   |
| 第33回   | 2007年4月5日  | 1600m | ワイティタッチ     | 牡3      | 愛知     | 1:45.0   | 尾崎章生 | 櫻井今朝利 |
| 第34回   | 2008年4月3日  | 1600m | サチコゴージャス   | 牝3      | 愛知     | 1:43.6   | 丸野勝虎 | 今津勝之   |
| 第35回   | 2009年4月3日  | 1600m | カキツバタロイヤル | 牡3      | 笠松     | 1:43.1   | 阪上忠匡 | 森山英雄   |
| 第36回   | 2010年4月2日  | 1600m | エレーヌ           | 牝3      | 笠松     | 1:41.6   | 筒井勇介 | 山中輝久   |
| 第37回   | 2011年4月4日  | 1600m | マルヨコンバット   | 牡3      | 笠松     | 1:42.8   | 尾島徹   | 柴田高志   |
| 第38回   | 2012年4月5日  | 1600m | マイネルセグメント | 牡3      | 愛知     | 1:42.3   | 今井貴大 | 川西毅     |
| 第39回   | 2013年4月8日  | 1600m | ユーセイクインサー | 牝3      | 愛知     | 1:42.6   | 岡部誠   | 倉地学     |
| 第40回   | 2014年4月10日 | 1600m | ドクターナイーヴ   | 牡3      | 愛知     | 1:43.8   | 岡部誠   | 荒巻透     |
| 第41回   | 2015年4月1日  | 1600m | ミトノレオ         | 牝3      | 愛知     | 1:44.0   | 岡部誠   | 川西毅     |
| 第42回   | 2016年4月1日  | 1600m | カツゲキキトキト   | 牡3      | 愛知     | 1:40.6   | 木之前葵 | 錦見勇夫   |
| 第43回   | 2017年4月5日  | 1600m | サザンオールスター | 牡3      | 愛知     | 1:43.0   | 吉井友彦 | 今津博之   |
| 第44回   | 2018年4月4日  | 1600m | ビップレイジング   | 牡3      | 笠松     | 1:41.8   | 藤原幹生 | 笹野博司   |
| 第45回   | 2019年4月4日  | 1600m | サウスグラストップ | 牡3      | 笠松     | 1:41.6   | 岡部誠   | 尾島徹     |
| 第46回   | 2020年4月2日  | 1600m | エイシンハルニレ   | 牡3      | 愛知     | 1:42.5   | 岡部誠   | 角田輝也   |
| 第47回   | 2021年        | 1600m | 開催中止           | 開催中止 | 開催中止 | 開催中止 | 開催中止 | 開催中止   |
| 第48回   | 2022年4月7日  | 1600m | リンクスターツ     | 牡3      | 愛知     | 1:43.6   | 大畑雅章 | 榎屋充     |
| 第49回   | 2023年4月5日  | 1600m | リストン           | 牡3      | 愛知     | 1:43.5   | 丸野勝虎 | 荒巻透     |
| 第50回   | 2024年5月9日  | 1400m | ミトノウォリアー   | 牡3      | 愛知     | 1:27.8   | 岡部誠   | 角田輝也   |
| 第51回   | 2025年4月29日 | 1400m | ゴーゴーバースデイ | 牝3      | 笠松     | 1:28.3   | 明星晴大 | 後藤佑耶   |

※馬齢は2000年以前についても現表記を用いる。

## 他競馬場での新緑賞
- 中央競馬 - サラブレッド系3歳（旧4歳）の1勝クラス（旧500万下条件）の混合競走・特別指定交流の馬齢重量（56kg、牝馬54kg）の特別競走。東京競馬場の芝2300mで2024年まで4月下旬に施行されている。なお、サラブレッド系旧4歳400万下条件特別競走でも同名称が使用されていた。
- 水沢競馬場・盛岡競馬場 - サラブレッド系4歳（旧5歳）以上の特別競走。施行場・クラス条件は開催年により異なるが、ダート1600mで毎年4月下旬に施行されている。
- 大井競馬場 - サラブレッド系3歳（旧4歳）以上の特別競走。クラス条件・施行距離は開催年により異なるが、ダート1600m又はダート1800mで毎年4月 - 5月に施行されている。
- 帯広競馬場 - 1992年4月30日第8競走にてダート1700mで施行された特別競走。
- 宇都宮競馬場 - 1998年5月20日第9競走にてダート2000mで施行されたA2級格付け馬条件の特別競走。

### 競走結果の出典
- 新緑賞　歴代優勝馬-地方競馬全国協会
- JBISサーチ
  - 2015年、2016年、2017年、2019年、2020年、2022年、2023年、2024年、2025年